# 黛别·尤谢因
黛别·穆丝塔法·尤谢因（1991年5月4日—）是一名保加利亚运动员、自由式摔跤运动员、2018年世界冠军，2018年和2019年欧洲冠军，世界和欧洲锦标赛奖牌获得者。